# Oeuvre van Ludwig van Beethoven

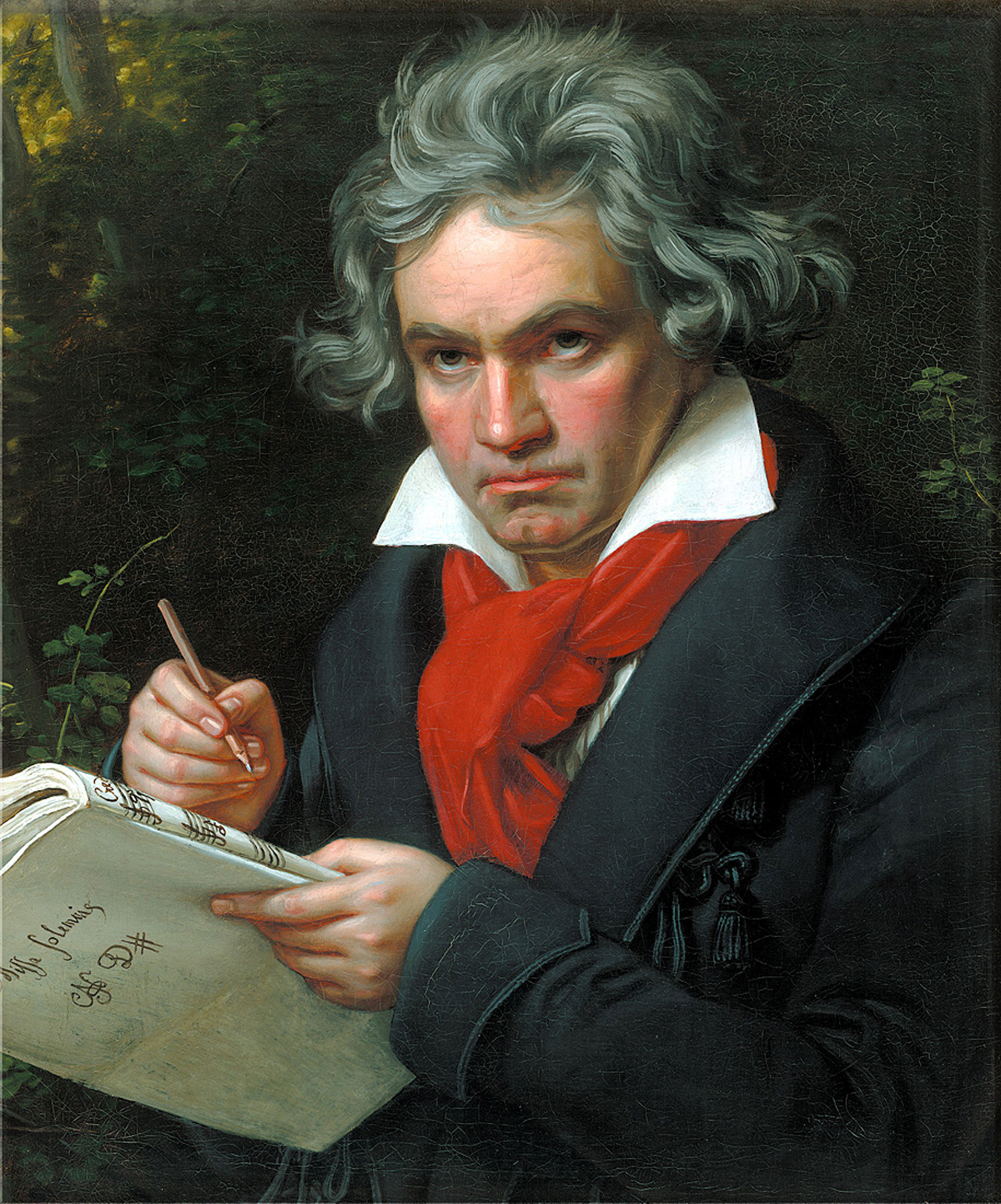
Ludwig van Beethoven

Dit is een lijst van composities van Ludwig van Beethoven. De werken zijn weergegeven op volgorde van Beethovens eigen opusnummering. Daarnaast zijn er de werken die Beethoven zelf niet nummerde, zoals de WoO en de H-nummering van Willy Hess. Let wel: de WoO- en H-nummers zijn niet chronologisch gerangschikt.
Vanaf 1961 wordt door het Beethoven-Haus in Bonn, uitgegeven door uitgeverij G. Henle Verlag, de Neue Beethoven-Gesamtausgabe (NGA) uitgegeven. Het dient ter vervanging van de Beethoven Gesamtausgabe die stamt uit de jaren 1862 - 1865, met een extra deel verschenen in 1888. Willy Hess had in 1957 al een aanvullende catalogus gepubliceerd van de werken van Beethoven die niet in de Gesamtausgabe waren opgenomen.

## Werken met opusnummers
1. 3 Pianotrio's (1795)
  1. Pianotrio nr. 1 in Es
  2. Pianotrio nr. 2 in G
  3. Pianotrio nr. 3 in c
2. 3 Pianosonates (1796)
  1. Pianosonate nr. 1 in f
  2. Pianosonate nr. 2 in A
  3. Pianosonate nr. 3 in C
3. Strijktrio nr. 1 in Es (1794)
4. Strijkkwintet (1795)
5. 2 Cellosonates (1796)
  1. Cellosonate nr. 1 in F
  2. Cellosonate nr. 2 in g
6. Pianosonate voor vier handen in D (1797)
7. Pianosonate nr. 4 in Es (1797)
8. Strijktrio nr. 2 (Serenade) in D (1797)
9. 3 Strijktrio’s (1798)
  1. Strijktrio nr. 3 in G
  2. Strijktrio nr. 4 in D
  3. Strijktrio nr. 5 in c
10. 3 Pianosonates (1798)
  1. Pianosonate nr. 5 in c
  2. Pianosonate nr. 6 in F
  3. Pianosonate nr. 7 in D
11. Pianotrio nr. 4 in Bes (Gassenhauer) (1797) (*voor klarinet (of viool), cello (soms fagot), en piano)
12. 3 Vioolsonates (1798)
  1. Vioolsonate nr. 1 in D
  2. Vioolsonate nr. 2 in A
  3. Vioolsonate nr. 3 in Es
13. Pianosonate nr. 8 in c (Pathétique) (1799)
14. 2 Pianosonates (1799)
  1. Pianosonate nr. 9 in E
  2. Pianosonate nr. 10 in G
15. Pianoconcert nr. 1 in C.
16. Kwintet voor piano en blazers (1796)
17. Hoornsonate in F (1800)
18. 6 Strijkkwartetten (1800)
  1. Strijkkwartet nr. 1 in F
  2. Strijkkwartet nr. 2 in G
  3. Strijkkwartet nr. 3 in D
  4. Strijkkwartet nr. 4 in c
  5. Strijkkwartet nr. 5 in A
  6. Strijkkwartet nr. 6 in Bes
19. Pianoconcert nr. 2 in Bes (1795)
20. Septet in Es (1799)
21. Symfonie nr. 1 in C (1800)
22. Pianosonate nr. 11 in Bes (1800)
23. Vioolsonate nr. 4 in a (1801)
24. Vioolsonate nr. 5 in F Frühling (1801)
25. Serenade voor fluit, viool en altviool in D (1801)
26. Pianosonate nr. 12 in As (1801)
27. 2 Pianosonates (1801)
  1. Pianosonate nr. 13 in Es
  2. Pianosonate nr. 14 in cis (Mondschein)
28. Pianosonate nr. 15 in D (1801)
29. Strijkkwintet in C (1801)
30. 3 Vioolsonates (1803)
  1. Vioolsonate nr. 6 in A
  2. Vioolsonate nr. 7 in c
  3. Vioolsonate nr. 8 in G
31. 3 Pianosonates (1802)
  1. Pianosonate nr. 16 in G
  2. Pianosonate nr. 17 in d (Der Sturm)
  3. Pianosonate nr. 18 in Es (Die Jagd)
32. Lied - An die Hoffnung (1805)
33. 7 Bagatellen voor piano (1802)
34. 6 Variaties op een oorspronkelijk thema voor piano in F (1802)
35. 15 Variaties en een fuga voor piano op een oorspronkelijk thema in Es (Eroica-Variaties) (1802)
36. Symfonie nr. 2 in D (1803)
37. Pianoconcert nr. 3 in c (1803)
38. Pianotrio nr. 8 (Bewerking van het septet, opus 20) (1803)
39. 2 Preludes door alle twaalf majeurtoonsoorten, voor piano of orgel (1789)
40. Romance voor viool en orkest nr. 1 in G (1802)
41. Serenade voor piano en fluit of viool in D (1803)
42. Nocturne voor altviool en piano in D (1803)
43. Die Geschöpfe des Prometheus, Ouverture en balletmuziek (1801)
44. Pianotrio nr. 10 (Variaties op een oorspronkelijk thema in Es) (1792)
45. 3 Marsen voor piano, 4 handen (1803)
  1. in C, allegro ma non troppo
  2. in Es, vivace
  3. in D, vivace
46. Lied - Adelaide (1795)
47. Vioolsonate nr. 9 in A (Kreutzer) (1802)
48. 6 Liederen (1802)
  1. Bitten
  2. Die Liebe des Nächsten
  3. Vom Tode
  4. Die Ehre Gottes aus der Natur
  5. Gottes Macht und Vorsehung
  6. Bußlied
49. 2 Pianosonates (1792)
  1. Pianosonate nr. 19 in g
  2. Pianosonate nr. 20 in G
50. Romance voor viool en orkest nr. 2 in F (1798)
51. 2 Rondo's voor piano (1797)
  1. Rondo in C
  2. Rondo in G
52. 8 Liederen (1805)
  1. Urians Reise um die Welt
  2. Feuerfab
  3. Das Liedchen von der Ruhe
  4. Maigesang
  5. Mollys Abschied
  6. Die Liebe
  7. Marmotte
  8. Das Blümchen Wunderhold
53. Pianosonate nr. 21 in C (Waldstein) (1803)
54. Pianosonate nr. 22 in F (1804)
55. Symfonie nr. 3 in Es (Eroica) (1805)
56. Tripelconcert voor viool, cello en piano in C (1805)
57. Pianosonate nr. 23 in f (Appassionata) (1805)
58. Pianoconcert nr. 4 in G (1807)
59. 3 Strijkkwartetten (Rasumovsky) (1806)
  1. Strijkkwartet nr. 7 in F
  2. Strijkkwartet nr. 8 in e
  3. Strijkkwartet nr. 9 in C
60. Symfonie nr. 4 in Bes (1807)
61. Vioolconcert in D (1808)
62. Coriolan Ouverture Ouverture (1807)
63. Bewerking van strijkkwintet (opus 4) voor pianotrio (1806)
64. Bewerking van strijktrio (opus 3) voor piano en cello (1807)
65. Aria - Ah perfido! (1796)
66. 12 Variaties voor cello & piano in F over Mozarts Ein Mädchen oder Weibchen, Op. 66 (1796)
67. Symfonie nr. 5 in c (1808)
68. Symfonie nr. 6 in F (Pastorale) (1808)
69. Cellosonate nr. 3 in A (1808)
70. 2 Pianotrio’s (1808)
  1. Pianotrio nr. 5 in D (Geister)
  2. Pianotrio nr. 6 in Es
71. Blaassextet in Es (1796)
72. Fidelio, opera (c. 1803-5; Fidelio ouverture gecomponeerd in 1814)
  1.  Leonore (vroege versie van Fidelio, met de Leonore ouverture nr. 2) (1805)
  2.  Leonore (vroege versie van Fidelio, met de Leonore ouverture nr. 3) (1806)
73. Pianoconcert nr. 5 in Es (Emperor) (1809)
74. Strijkkwartet nr. 10 in Es (Harp) (1809)
75. 6 Liederen (1809)
  1. Mignon
  2. Neue Liebe neues Leben
  3. Es war einmal ein König uit Goethes Faust
  4. Gretels Warnung
  5. An die fernen Geliebten
  6. Der Zufriedene
76. 6 Variaties op een oorspronkelijk thema voor piano in D (1809)
77. Pianofantasie (1809)
78. Pianosonate nr. 24 in Fis (1809)
79. Pianosonate nr. 25 in G (1809)
80. Koorfantasie (Fantasie in c voor piano, koor, en orkest) (1808)
81. 1.  Pianosonate nr. 26 in Es (Les Adieux) (1809)
  2.  Sextet in Es (1795)
82. Vier Arietta’s en een duet (1809)
  1. Dimmi, ben mio, che m'ami
  2. T'intendo si, mio cor
  3. L'amante impaziente (eerste versie)
  4. L'amante impaziente (tweede versie)
  5. Duet: Odi 'laura che dolce sospira
83. 3 Liederen (1810)
  1. Wonne der Wehmut
  2. Sehnsucht
  3. Mit einem gemalten Band
84. Egmont, Ouverture en toneelmuziek (1810)
85. Oratorio - Christus am Ölberge (Christus op de Olijfberg) (1803)
86. Mis in C (1807)
87. Trio voor 2 hobo's en Engelse hoorn in C (1795)
88. Lied - Das Glück der Freundschaft (1803)
89. Polonaise in C (1814)
90. Pianosonate nr. 27 in e (1814)
91. Wellingtons Sieg oder die Schlacht bei Vittoria[1] (Wellingtonsymfonie) (1813)
92. Symfonie nr. 7 in A (1813)
93. Symfonie nr. 8 in F (1814)
94. Lied - An die Hoffnung (1814)
95. Strijkkwartet nr. 11 in f (Serioso) (1810)
96. Vioolsonate nr. 10 in G (1812)
97. Pianotrio nr. 7 in Bes (Erzherzogtrio [Aartshertogtrio]) (1811)
98. An die ferne Geliebte, Liederencyclus (1816)
99. Lied - Der Mann von Wort (1816)
100. Lied - Merkenstein (1814)
101. Pianosonate nr. 28 in A (1816)
102. 2 Cellosonates (1815)
  1. Cellosonate nr. 4 in C
  2. Cellosonate nr. 5 in D
103. Blazersoctet in Es (1792)
104. Strijkkwintet (bewerking van Pianotrio nr. 3, 1817)
105. 6 sets met variaties voor piano en fluit (1819)
106. Pianosonate nr. 29 in Bes (Hammerklavier) (1818)
107. Tien sets met variaties voor piano en fluit (1820)
108. 25 Schotse Liederen (1818)
109. Pianosonate nr. 30 in E (1822)
110. Pianosonate nr. 31 in As (1822).
111. Pianosonate nr. 32 in c (1822)
112. Meeresstille und glückliche Fahrt (Kalme zee en een voorspoedige reis), voor koor en orkest (1815)
113. Die Ruinen von Athen (De ruïnes van Athene), Ouverture en toneelmuziek (1811)
114. Die Ruinen von Athen (De ruïnes van Athene), Mars en koor (1822).
115. Zur Namensfeier (Op de naamdag), Ouverture (1815)
116. Tramte, empi tremate, vocaal trio met orkest (1802)
117. König Stephan, Ouverture en toneelmuziek (1811)
118. Elegischer Gesang voor 4 zangstemmen en strijkkwartet (1814)
119. 11 nieuwe bagatellen voor piano (1822)
120. 33 Variaties op een wals van Diabelli voor piano in C majeur (Diabelli Variaties) (1823)
121. Pianotrio nr. 11 (Variaties op Ich bin der Schneider Kakadu) (1803)
  1.  Opferlied voor sopraan, koor en orkest (1822)
122. Bundeslied voor zangstemmen, koor en blaasensemble (1824)
123. Missa Solemnis in D (1822)
124. Die Weihe des Hauses (Inwijding van het huis), Ouverture (1822)
125. Symfonie nr. 9 in d (Koor) (1824)
126. 6 Bagatellen voor piano (1823)
127. Strijkkwartet nr. 12 in Es (1825)
128. Lied - Der Kuss (1822)
129. Rondo Capriccio voor piano in G (Woede over een verloren muntje) (1795)
130. Strijkkwartet nr. 13 in Bes (1825)
131. Strijkkwartet nr. 14 in cis (1826)
132. Strijkkwartet nr. 15 in a (1825)
133. Große Fuge in Bes majeur voor Strijkkwartet (oorspronkelijk de finale van opus 130) (1826)
134. Pianobewerking (4 handen) van de Große Fuge, opus 133 (1826)
135. Strijkkwartet nr. 16 in F (1826)
136. Cantate - Der glorreiche Augenblick (1814)
137. Fuga voor strijkkwintet in D (1817)
138. Leonore, opera (vroegere versie van Fidelio, met Leonore Ouverture nr. 1) (1807)

## Werken zonder opusnummer

### Werken die onderWoOuitkwamen
Beide aanduidingen en categorieën zijn uit de Kinsky-catalogus uit 1955. WoO is een afkorting van Werk ohne Opuszahl, werk zonder opusnummer.

#### Instrumentale werken: WoO 1-86
Orkestrale werken
Alleen orkest
1. (1791) Musik zu einem Ritterballett - acht delen
2. 1.  (1813) Triomfmars in C voor orkest voor Christoph Kuffners tragedie Tarpeja
  2.  Voorspel bij de 2de akte van Tarpeja
3. Felicitatiemenuet, menuet voor orkest

Concertante werken
1. Pianoconcert in Es (enkel de solopartij met aanwijzingen voor de orkestinzetten bleef bewaard), dit wordt ook wel het nulde pianoconcert genoemd.
2. Vioolconcert (deel) in C, fragment
3. Rondo in Bes voor piano en orkest, fragment, mogelijk bedoeld als (eerste versie van het) derde deel van het 2de pianoconcert

Dansen
1. 12 Menuetten voor orkest
2. 12 Duitse dansen voor orkest (later bewerkt voor piano)
3. 6 Menuetten voor twee violen en cello
4. 6 Menuetten voor orkest (originele versie verloren gegaan, er bestaat alleen een bewerking voor piano)
5. 7 Ländler voor twee violen en cello (originele versie verloren gegaan, er bestaat alleen een bewerking voor piano)
6. 12 Menuetten voor orkest (waarschijnlijk geschreven door Beethovens broer Carl)
7. 12 Duitse dansen voor orkest (alleen een pianoversie bekend)
8. 12 Contradansen voor orkest
9. 6 Ländler voor twee violen en cello (ook gearrangeerd voor piano)
10. 12 Ecossaises voor orkest (waarschijnlijk van een ander)
11. 11 Mödlinger Tänze voor 7 instrumenten (waarschijnlijk van een ander)

Marsen en dansen voor militaire kapel (harmonieorkest)
1. Yorckscher Marsch, (1809) Mars in F nr. 1 voor militaire kapel Marsch für die böhmische Landwehr, later: Yorckscher Marsch, genoemd naar Ludwig Yorck von Wartenburg
2. (1810) Mars in F nr. 2 voor militaire kapel (trio later toegevoegd)
3. (1809-1810) (Zapfenstreich-)Mars in C groot voor militaire kapel (trio later toegevoegd)
4. (1810) Polonaise in D voor militaire kapel
5. (1809) Ecossaise in D voor militaire kapel
6. Ecossaise voor militaire kapel (alleen een pianobewerking door Carl Czerny is aanwezig)
7. (1816) Mars in D voor militaire kapel[2]

Kamermuziekwerken
zonder piano
1. Rondo voor 2 hobo's, 2 klarinetten, 2 hoorns en 2 fagotten (oorspronkelijk finale van het octet, opus 103) (1792)
2. Duo voor 2 fluiten
3. 3 duetten voor klarinet en fagot (waarschijnlijk van een ander)
4. Variaties voor 2 hobo's en Engelse hoorn op Là ci darem la mano van Mozarts opera Don Giovanni
5. Mars voor blazers
6. 3 Equale voor 4 trombones – een bewerking voor zang hiervan werden uitgevoerd bij Beethovens begrafenis.
7. Fuga (tweestemmig) voor orgel
8. Duo voor altviool en cello, mit zwei obligaten Augengläsern (met 2 obligate brillen)
9. 5 stukken voor mechanisch speeluur
10. Duet voor 2 violen
11. Canon voor 2 violen

met piano
1. 3 pianokwartetten
2. Trio voor fluit, fagot en piano in G (1786)
3. Pianotrio in Es
4. Allegretto voor Pianotrio in Bes
5. 12 variaties voor piano en viool op Se vuol ballare van Mozarts Le nozze di Figaro
6. Rondo voor piano en viool in G
7. 6 Duitse dansen voor viool en piano
8. 1.  Sonatine voor mandoline en klavecimbel
  2.  Adagio voor mandoline en klavecimbel
9. 1.  Sonatine voor mandoline en piano
  2.  Andante en variaties voor mandoline en klavecimbel
10. 12 variaties voor cello en piano in G op Händels See, the Conqu'ring Hero comes
11. 7 variaties voor cello en piano in Es op Mozarts Bei Männern

Pianowerken voor 2 of 4 handen
Sonates en eendelige werken
1. 3 pianosonates (Es, f, D) (Kurfürstensonates) (1783)
2. Rondo voor piano in C (1783)
3. Rondo voor piano in A (1783)
4. Pianosonate in F (1790-92)
5. Pianosonate in C (1797-98, fragment)
6. Presto voor Piano in C (1795, rev. 1798 en 1822)
7. Allegretto voor piano in c(1796-97)
8. Bagatelle voor piano in C (1802)
9. Praeludium voor piano in F (1803)
10. Allegretto voor piano in C (1803, rev. 1822)
11. Andante Favori - oorspronkelijk was dit het middendeel van Pianosonate nr. 21 (Waldstein) (1805)
12. Cadensen voor 1e en 3e deel van Mozarts d Pianoconcert (K. 466)
13. Bagatelle nr. 25 in a Für Elise (c. 1810)
14. Bagatelle voor piano in Bes (1818)
15. Allegretto voor piano in b (1821)
  1.  Allegretto quasi andante in g (1825)
16. Strijkkwintet in C majeur (fragment, pianotranscriptie)

variaties
1. 9 Variaties voor piano op een Mars van Ernst Christoph Dressler
2. 6 variaties op een Zwitsers lied voor piano of harp
3. 24 variaties voor piano op Vincenzio Righini's aria Venni Amore
4. 13 variaties voor piano op de aria Es war einmal ein alter Mann uit Carl Ditters von Dittersdorfs opera Das rote Käppchen
5. 8 variaties voor piano 4 handen in C op een thema van Graaf Waldstein
6. 12 variaties voor piano op het "Menuet een la Vigano" uit Jakob Haibels ballet La nozza disturbate
7. 9 variaties voor piano op Quant'e piu bello uit Giovanni Paisiello's opera La Molinara
8. 6 variaties voor piano op Nel cor più non mi sento uit Giovanni Paisiello's opera La Molinara
9. 12 variaties voor piano op een Russische dans uit Paul Wranitzky's ballet Das Waldmädchen
10. 8 variaties voor piano op Mich brennt ein heisses Fieber uit André-Ernest-Modeste Grétry's opera Richard Löwenherz
11. 10 variaties voor piano op La stessa, la stessissima uit Antonio Salieri's opera Falstaff
12. Ich denke dein - lied met 6 variaties in D majeur, voor piano 4 handen
13. 7 variaties voor piano op Kind, willst du ruhig schlafen uit Peter Winters opera Das unterbrochene Opferfest
14. 8 variaties voor piano op Tandeln und scherzen uit Franz Xaver Süssmayrs opera Soliman II
15. 6 eenvoudige variaties op een oorspronkelijk thema voor piano
16. 7 variaties voor piano op God Save the King
17. 5 variaties voor piano op Rule Britannia
18. 32 variaties op een oorspronkelijk thema in c voor piano

dansen
1. Allemande voor piano in A
2. Minuet voor piano in Es
3. 6 Ecossaises voor piano en orkest
4. Wals voor piano in Es
5. Wals voor piano
6. Ecossaise voor piano in Es

#### Zangwerken: WoO 87-205
Cantates, Koorwerken en aria’s met orkest
1. Cantate ter gelegenheid van de dood van Keizer Joseph II
2. Cantate ter gelegenheid van de kroning van Keizer Leopold II
3. Aria Prüfung des Küssens
4. Aria Mit Mädeln sich vertragen
5. 2 aria’s voor Die Schöne Schusterin
6. Aria Primo Amore
  1. WoO 92a: Aria No, non turbati
7. Duet Nei giorni tuoi felice
8. Germania slotkoor voor Die gute Nachricht
9. Koorwerk voor het Congres van Wenen
10. Toneelmuziek bij Leonore Prohaska
11. Es ist vollbracht slotkoor voor Die Ehrenpforten
12. Wo sich die Pulse, koorwerk voor Die Weihe des Hauses

Werken voor meerdere zangstemmen met pianobegeleiding, of onbegeleid
1. Italiaanse Afscheidsliederen
2. Muzikale grap voor 3 zangstemmen Lob auf den Dicken
3. Muzikale grap voor 3 zangstemmen en koor Graf, Graf, liebster Graf
4. Koorwerk voor mannelijke zangstemmen Abschiedsgesang
5. Cantate Un liebij Brindisi
6. Gesang der Moenche uit Schillers Wilhelm Tell voor 3 mannelijke zangstemmen
7. Lied voor solo stem, koor en piano Hochzeitslied
8. Verjaardagscantate voor Prins Lobkowitz

Liederen voor solostem en piano
- WoO 107-130: 24 liederen

1. Onvoltooid lied Erlkönig
2. Lied Als die Geliebte sich trennen wollte
3. Lied In questa tomba oscura
4. Lied Sehnsucht in 4 zettingen

- WoO 135-151: 17 liederen

Volksliedbewerkingen voor één of meer zangstemmen, met begeleiding van pianotrio
1. 25 Ierse volksliederen
2. 20 Ierse volksliederen
3. 12 Ierse volksliederen
4. 26 Welshe volksliederen
5. 12 Schotse volksliederen
6. 12 volksliederen van diverse nationaliteiten
7. 1.  23 continentale volksliederen
  2.  7 Britse volksliederen
  3.  6 volksliederen
  4.  Air Français

Gezongen canons
- WoO 159-198: 43 Canons

Muzikale grappen, grollen en opdrachtwerken
1. Muzikale grap Ich bin der Herr von zu
2. Piano-oefening O Hoffnung!
3. Muzikale grap Ich bin bereit!
4. Raadselcanon Das Schöne zu dem Guten (eerste versie)
5. Raadselcanon Das Schöne zu dem Guten (tweede versie)
6. Muzikale grap Holz, Holz, geigt die Quartette so
7. 10 Muzikale 'grollen' (Kinsky's woord is Notenscherze) uit Beethovens brieven

### Werken met een 'Anhang'- of AnH-nummer
De volgende werken zijn niet met zekerheid aan Beethoven toegeschreven en komen uit de Appendix (Duits: Anhang) van Kinsky's catalogus.
1. Symfonie in C majeur (Jena) - nu toegeschreven aan Friedrich Witt
2. 6 Strijkkwartetten
3. Pianotrio in D
4. Fluitsonate in Bes
5. 2 Pianosonatines
6. Rondo voor piano in Bes

AnH 7 tot 18 zijn werken die niet door Beethoven zelf geschreven zijn maar die vroeger ten onrechte aan hem zijn toegeschreven.

### Selectie van werken met een 'Hess'- oftewel H-nummer
(De Hess-nummers zijn van Willy Hess)
Noot: Deze sectie omvat niet de werken die ook al een WoO-nummer hebben.
1. Hoboconcert F (slechts een compositieschets bleef bewaard: van dit werk zijn drie uitvoeringen geregistreerd, in de vroege jaren van Beethovens leven)
2. Romance cantabile in e voor fortepiano, traverso en fagot en orkest: compositiefragment, middendeel van een ['eerste'] tripelconcert)
3. Pianoconcert nr. 6 (onvoltooid: schetsen)
4. Blaaskwintet in Es
5. Deel in As voor strijktrio
6. Prelude en Fuga voor strijkkwartet
7. Prelude en Fuga voor strijkkwartet
8. Prelude en Fuga voor strijkkwartet
9. Menuet voor strijkkwartet
10. Strijkkwartetbewerking van opus 14 nr. 1
11. Händel-Fuga bewerkt voor strijkkwartet
12. Bach-Fuga bewerkt voor strijkkwartet
13. Strijkkwintet in F (verloren)
14. Deel in d voor strijkkwintet
15. Vioolsonate in A
16. Allegretto in Es voor pianotrio
17. Fuga voor klavier
18. Concertuittreksel (bewerking van opus 37)
19. Bagatelle in c voor piano
20. Mars voor piano (bewerking van WoO 29)
21. Menuet voor piano (bewerking van Hess 33)
22. Musik zu einem Ritterballett (pianobewerking van WoO 1)
23. Die Geschöpfe des Prometheus (pianobewerking van opus 43)
24. Opferlied (pianobewerking van opus 121b)
25. Bundeslied (pianobewerking van opus 122)
26. Freudvoll (pianobegeleiding van opus 84)
27. Wellington's Victory (Battle Symphony) (pianobewerking van opus 91)
28. Mars voor piano (bewerking van WoO 18)
29. Grenadiersmars
30. Wellington's Victory (Battle Symphony) (panharmonicon-bewerking van opus 91)
31. Vestas Feuer (compositieschetsen)
32. Muziek voor Die Weihe des Hauses (uit opus 113)
33. Volksliedje
34. Volksliedje
35. Lied Ich wiege dich (verloren)
36. Lied Minnesold (verloren)
37. Lied An die Freude (verloren)

- H 152-207: Volksliedzettingen
- H 208-232: Italiaans afscheidslied
- H 233-246: Contrapuntoefeningen
- H 274-277: 4 Canons

1. Adagio voor 3 hoorns

- H 300-301: 2 Canons

### Overige werken
Er zijn een paar werken zonder opusnummer die in geen van bovenstaande catalogi voorkomen:
- Sonatine in G majeur (een kort tweedelig werk voor piano, dat verscheen in het Eerste Sonatinealbum samengesteld door James en Jane Smisor Bastien, KJOS WEST publishing, 1984 editie)
- Sonatine in F majeur (verscheen in de 1933 uitgave van de Associated Board of the Royal Schools of Music als deel van de 7 Sonatines voor Pianoforte van Beethoven, geredigeerd door Harold Craxton, en in de uitgave in 1995 van de ABRSM Grade 3 piano examination pieces; de authenticiteit van dit werk is omstreden)